# Die letzte Generation
Die letzte Generation (engl. Childhood’s End) ist ein Science-Fiction-Roman von Arthur C. Clarke aus dem Jahr 1953. Er thematisiert das Auftreten einer außerirdischen Rasse.

## Inhalt
Die Handlung beginnt mit dem plötzlichen Auftauchen großer außerirdischer Raumschiffe über den Großstädten der Erde. Die extraterrestrischen Wesen, „Overlords“ genannt, nehmen per Funk Kontakt auf und verkünden die Absicht, der Menschheit zu helfen. Der einzige direkte Kontakt zwischen den beiden Rassen wird durch den UN-Generalsekretär Rikki Stormgren hergestellt, der mit dem Abgesandten der Overlords, Karellen, durch ein verspiegeltes Fenster in dessen Raumschiff kommuniziert. Gestalt und Wesen der Overlords bleiben ihm also verborgen. Karellen sichert jedoch zu, sich in 50 Jahren der Menschheit zu zeigen, wenn zumindest die Existenz Außerirdischer selbstverständlich geworden ist.
Nach 50 Jahren setzen die Overlords ihr Versprechen in die Tat um: Ihr Äußeres gleicht dem des Teufels, mit panzerartiger Haut, Hörnern und Schwanz – genauso, wie ihn sich die Menschen vorstellen. Die Menschen sind aber nicht erschrocken und gewöhnen sich schnell daran. Die Overlords verhelfen der Menschheit zu Wohlstand, Gesundheit und Friedfertigkeit. Ein goldenes Zeitalter bricht an.
Nach 100 Jahren irdischer Anwesenheit enthüllen die Overlords ihre wahren Absichten: Sie dienen einem Geschöpf bestehend aus purer Energie, genannt „Overmind“. Ziel ist es, die Evolution der menschlichen Spezies zu einer höheren Ebene zu begleiten, um somit die Fusion zwischen den Menschen und Overmind zu ermöglichen. Die Overlords selbst sind zu dieser Fusion nicht fähig, sie sind in ihrer Evolutionsstufe stecken geblieben.
Eines Tages zeigen sich bei menschlichen Kindern telepathische und telekinetische Fähigkeiten. Aufgrund dieser entfremden sich die Kinder von ihren Eltern und werden von den Overlords auf dem australischen Kontinent in Quarantäne gebracht. Die Erwachsenen wollen sich nicht weiter vermehren, bleiben kinderlos und leben ihr Dasein bis zum Tod, während sich Overmind und die entfremdeten Kinder immer weiter annähern, bis sie schließlich ineinander übergehen.
Nur ein Mensch erlebt als Erwachsener diese Vorgänge mit, die Clarke allesamt auf das 21. Jahrhundert datiert. Jan Rodricks hatte sich auf ein Overlord-Versorgungsschiff geschmuggelt, erreichte so Carina, das Heimatsternbild der Overlords und kam erst nach 80 Jahren wieder zurück zur Erde. Zu diesem Zeitpunkt ist der Rest der Menschheit bereits ausgestorben. Er verbleibt als letzter Mensch auf dem Planeten Erde, um Zeuge der finalen Fusion zwischen den ehemaligen Kindern der Menschen und Overmind zu werden. Nachdem die Overlords die Erde verlassen haben, berichtet Rodrick von den gerade stattfindenden letzten Stunden des Planeten.
Die Menschen steigen auf eine höhere Daseinstufe auf und die Kindheit der menschlichen Spezies ist beendet.

## Besonderheiten
Für die letzten Menschen, die sich nicht mit Overmind vereinen, musste A. C. Clarke eine eigene Idee entwickeln. Ebenso musste eine Erklärung gefunden werden, warum keine weiteren Kinder geboren wurden. Es gibt zwei Hinweise bzgl. der Unfruchtbarkeit der Menschen und ihrem Ende. In einer Erklärung der Overlords gibt der Sprecher den Menschen mit:

„Und was soll ich mit euch tun, den Überlebenden, wenn euer Zweck erfüllt ist? Es wäre das einfachste und vielleicht barmherzigste, euch zu vernichten, wie ihr ein tödlich verwundetes Tier töten würdet, das ihr liebt. Aber das kann ich nicht tun. Ihr könnt eure Zukunft selber wählen, in den Jahren, die euch bleiben.“

Die Menschen flüchten sich in Wettkämpfe, die z. T. Kriegen ähneln. Später wird zu den Kindern erklärt:

„Aus Gründen, die die Overlords nicht erklären konnten, die aber Jan auf psychologischem Gebiet vermutete, waren keine Kinder geboren worden, die die fortgegangenen ersetzt hätten. Der Homo sapiens war ausgestorben.“

## Wirkungen
Das Auftreten der außerirdischen Schiffe über den größten Städten der Erde beeinflusste Roland Emmerich, der dieses Szenario in seinem Film Independence Day übernahm. Clarke selbst wurde durch den Zweiten Weltkrieg dazu inspiriert: Als er im Jahr 1941 Richtung London fuhr, sah er zahlreiche Ballons über der Stadt.
In dem Computerspiel StarCraft werden die Begriffe „Overlords“ und „Overmind“ in ähnlicher Form benutzt. Auch dass der Overmind sich mit einem Menschen mit telepathischen Kräften vereinen will.
Stephen Baxter übernahm in seinem Roman Zeit (1. Roman des Multiversum-Zyklus) die Idee, dass höher begabte Kinder, die sich von der restlichen Menschheit entfremdet haben, in Australien abgeschottet in einer militärisch bewachten Zone leben. In Baxters Roman verlassen die Kinder ebenfalls die Erde, hier aber, um auf dem Mond eine eigene Biosphäre zu schaffen.
Die Band Van der Graaf Generator benannte ihren Song „Childlike Faith in Childhood's End“ auf dem Album Still Life nach dem Roman. Ebenfalls verarbeitete die Band Pink Floyd auf ihrem Album Obscured by Clouds Teile des Romans in dem Lied Childhood’s End.
2015 wurde basierend auf dem Roman die Miniserie Childhood’s End veröffentlicht.

## Weiteres
Clarke hatte dem Buch einen Disclaimer vorangestellt: Die im Buch vertretenen Meinungen seien nicht diejenigen des Autors. Damit spielte er auf eine Aussage des Overlords Karellen an, der den Menschen bescheinigt, sie seien nicht dafür geeignet, den Weltraum zu erobern. In seinen anderen Werken war Clarke ein starker Advokat der Weltraumfahrt. In einem Vorwort aus dem Jahr 1989 wendete Clarke den Disclaimer auch auf einen anderen Aspekt: Im Buch sind parawissenschaftliche Fähigkeiten wie Telepathie und Telekinese möglich. Clarke war jedoch ein starker Skeptiker jeglichen übernatürlichen Treibens.
Der Roman hat in der Kurzgeschichte Guardian Angel aus dem Jahr 1950 einen Vorläufer.

## Deutsche Ausgaben
- Arthur C. Clarke: Die letzte Generation. Gebrüder Weiss, Berlin 1960, Übersetzung von Else von Hollander-Lossow
- Arthur C. Clarke: Die letzte Generation. Goldmann, München 1966, Übersetzung von Else von Hollander-Lossow
- Arthur C. Clarke: Die letzte Generation. Heyne, München 2003, ISBN 3-453-87534-6, Übersetzung von Else von Hollander-Lossow, neu durchgesehen und vollständig überarbeitet von Bernhard Kempen

## Verfilmung
- Childhood’s End eine dreiteilige Fernseh-Miniserie aus dem Jahr 2015

## Nachweise
1. ↑  Arthur C. Clarke im Vorwort zur Neuausgabe von Die letzte Generation. Heyne, München 2003, ISBN 3-453-87534-6, S. 15